# Knieżyca brzozówka
Knieżyca brzozówka (Elasmucha fieberi) – gatunek pluskwiaka z podrzędu różnoskrzydłych i rodziny puklicowatych. Zamieszkuje palearktyczną Eurazję od Półwyspu Iberyjskiego po Wyspy Japońskie. Żeruje na drzewach liściastych, a na północy zasięgu także na iglastych.

## Taksonomia
Gatunek ten wzmiankowany w literaturze został po raz pierwszy w 1857 roku przez Johannesa von N.F.X. Gistela jako Cimex scansor, jednak nazwa ta stanowi nomen oblitum. Zgodnie z zasadami Międzynarodowego kodeksu nomenklatury zoologicznej opisany został po raz pierwszy w 1865 roku przez Wasilija Jakowlewa pod nazwą Elasmostethus fieberi. Jako miejsce typowe wskazano Kazań i Niżny Nowogród w Rosji. Epitet gatunkowy nadano na cześć Franza Xavera Fiebera.

## Morfologia

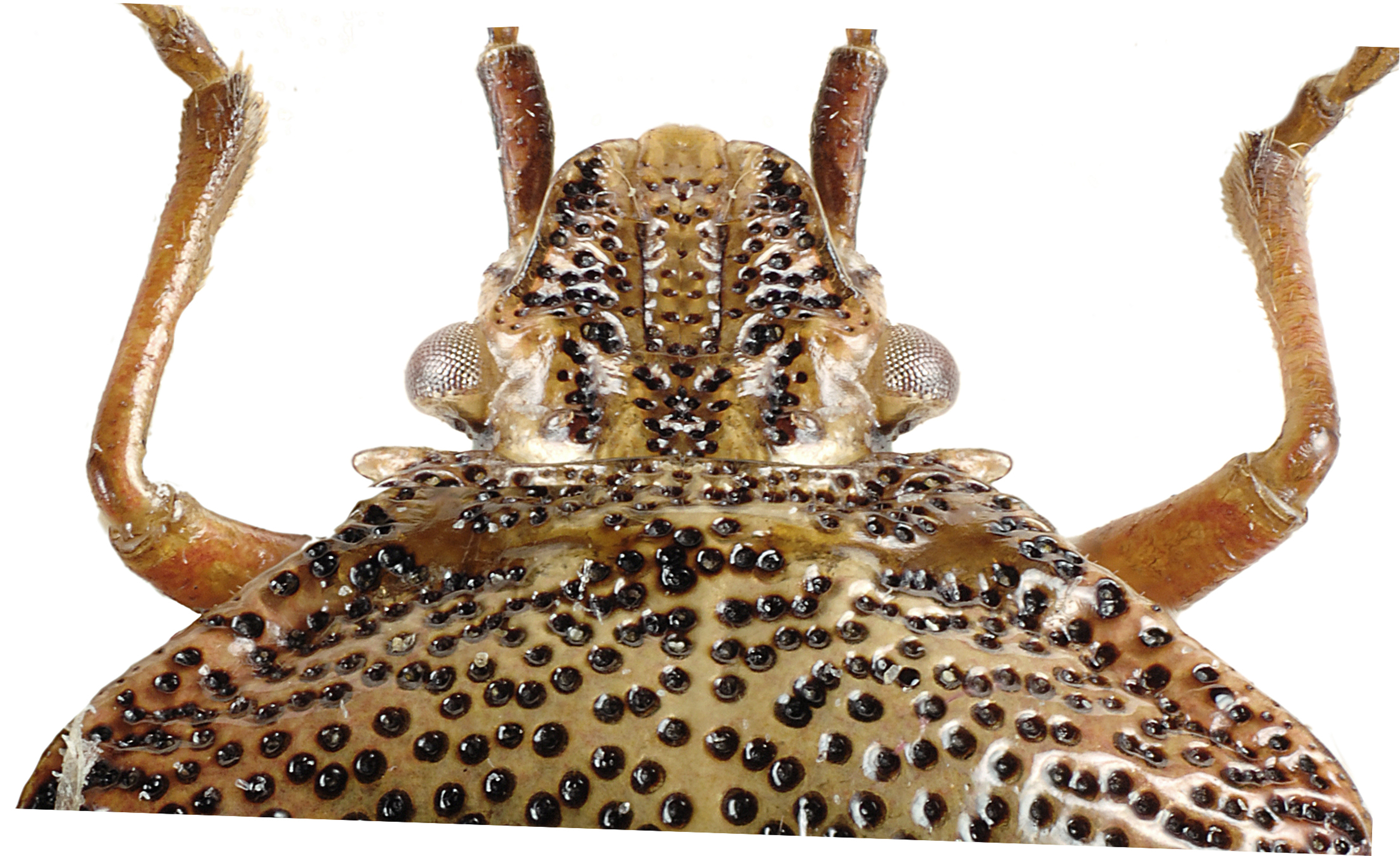
Zbliżenie na głowę i przedplecze

Pluskwiak o ciele długości od 7 do 8,5 mm, ubarwionym żółtoszaro, żółtozielono lub żółtobrązowo, czasem z czerwonawym odcieniem, a niekiedy nawet niemal czarniawym. Punktowanie wierzchu ciała jest czarne, gęstsze i wyraźniejsze niż u knieżycy szarej. Czułki zwykle są jednolicie ciemne, brązowe do czarnych. Przedplecze ma kąty przednio-boczne z ząbkowatym wyrostkiem, a kąty tylno-boczne słabo wystające, niewydłużone w wyrostek. Tarczka ma w części nasadowej ciemną, zwykle rozmytą, czasem niemal niewidoczną plamę. Ujścia gruczołów zapachowych na zapiersiu są krótsze i szersze niż u ukrzeńców, na wierzchołkach zaokrąglone. Spodnia strona odwłoka ma na jasnym tle liczne czarne punkty. Listewka brzeżna odwłoka ma kontrastowe jasne i ciemne pasy. Samiec ma grzbietową krawędź segmentu genitalnego wyraźnie i głęboko wciętą. Samica ma ósmy segment odwłoka z dużym, wyraźnie dłuższym niż szerokim gonokoksytem.

## Ekologia i występowanie

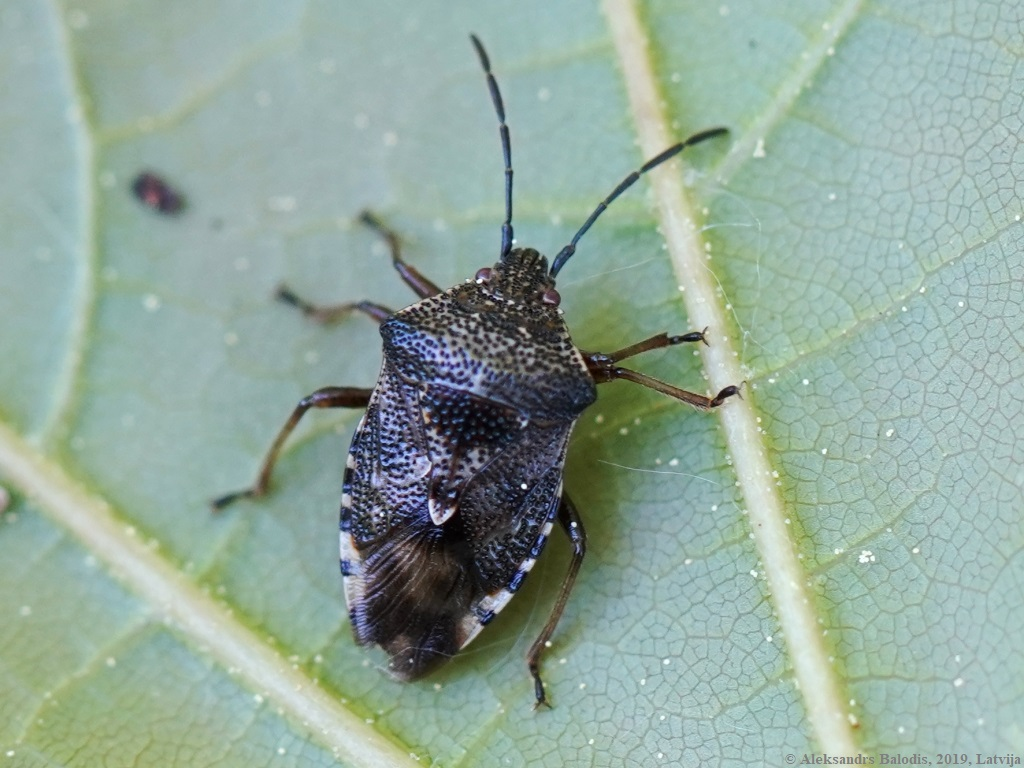
Imago w środowisku naturalnym

Owad ten zasiedla lasy, zadrzewienia, parki, ogrody, aleje, łąki, polany i przydroża. Zarówno larwy jak i postacie dorosłe są fitofagami ssącymi soki z liści i owocostanów drzew liściastych, głównie brzóz i olsz, a w północnej części zasięgu także z drzew iglastych. Postacie dorosłe aktywne są od kwietnia lub maja do września i stanowią stadium zimujące.
Gatunek palearktyczny. W Europie znany jest z Hiszpanii, Francji, Belgii, Holandii, Luksemburga, Niemiec, Szwajcarii, Liechtensteinu, Austrii, Włoch, Danii, Szwecji, Norwegii, Finlandii, Estonii, Łotwy, Litwy, Polski, Czech, Słowacji, Węgier, Białorusi, Ukrainy, Słowenii, Czarnogóry, Serbii oraz europejskiej części Rosji. W Azji zamieszkuje Syberię, Mongolię, Chiny, Koreę i Japonię.